# Tim Berners-Lee
Timothy John (Tim) Berners-Lee (Londen, 8 juni 1955) is samen met zijn toenmalig manager, de Belg Robert Cailliau, de bedenker en grondlegger van de technologie en het protocol, die het world wide web of wereldwijde web, afgekort tot www, mogelijk maakten. Hieraan werkte hij toen hij consultant-software-engineer in dienst bij het CERN in Zwitserland was, van juni tot en met december 1990. Als directeur van het World Wide Web Consortium W3C houdt hij toezicht op de ontwikkeling van webtalen en -protocollen zoals HTML, XML, CSS en HTTP.

## Biografie
Berners-Lee werd in Londen geboren. Zijn ouders hadden elkaar ontmoet toen ze als informatici meewerkten aan de Ferranti Mark I, de eerste commercieel beschikbare computer ter wereld. Berners-Lee zelf studeerde van 1973 tot 1976 natuurkunde aan The Queen's College, dus aan de Universiteit van Oxford. Daar bouwde hij ook zijn eerste computer uit een oud televisietoestel en een ongebruikte processor.

## Carrière

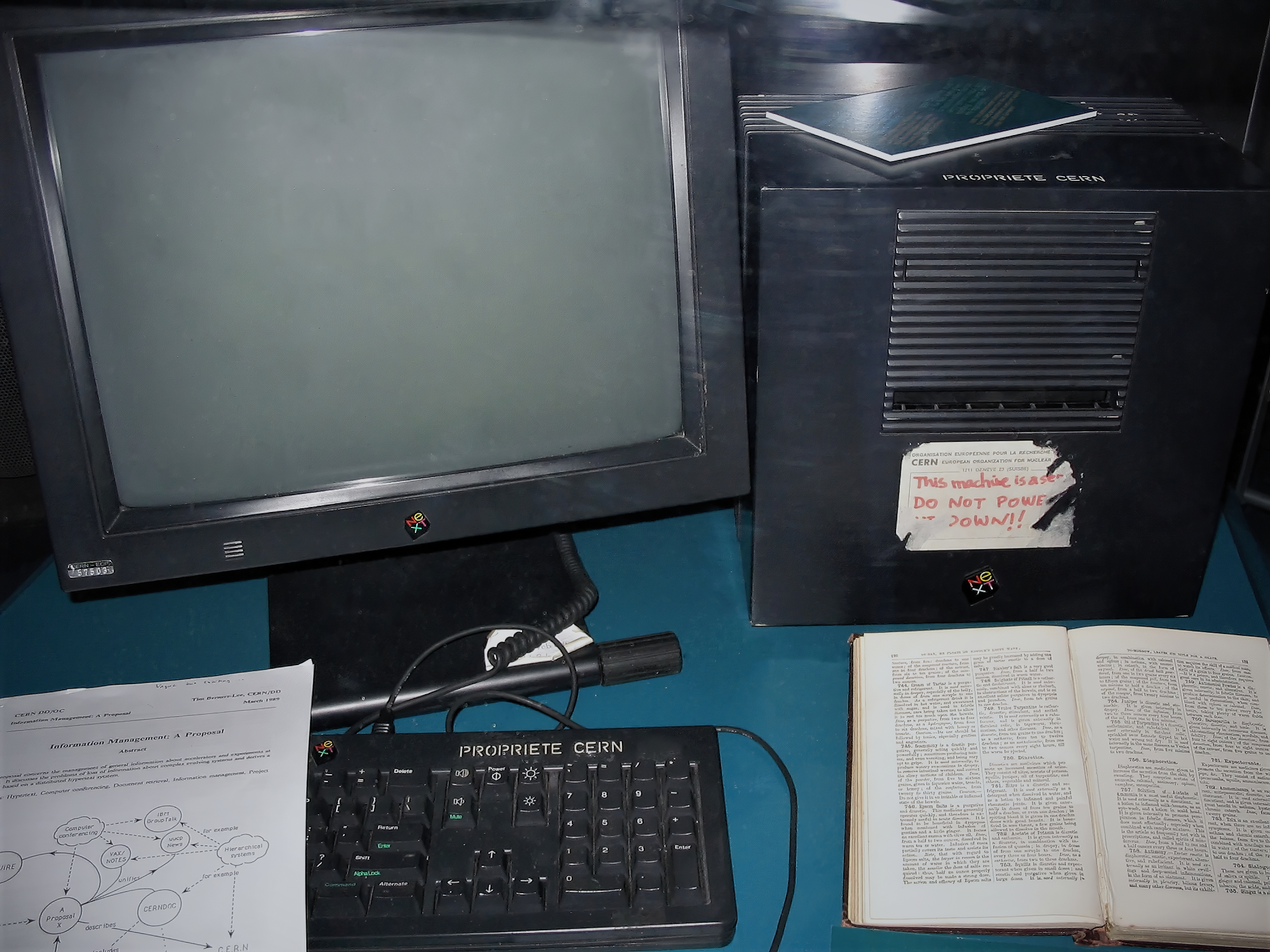
Deze NeXTcube werd bij CERN de eerste wereldwijde webserver.

Na zijn afstuderen in 1976 werkte hij als informaticus achtereenvolgens bij Plessey Telecommunications Ltd. and D.G. Nash Ltd.
In 1980 werkte hij als externe IT-consultant 6 maanden bij CERN, het Europese laboratorium dat onderzoek doet naar elementaire deeltjes. Samen met zijn vriend en collega Kevin Rogers. Het doel van het project was de vervanging van het besturingssysteem van twee deeltjesversnellers. Om wijs te raken uit het kluwen van systemen, technologieën en experten bouwde Berners-Lee in zijn vrije tijd Enquire. Dat systeem, geschreven in Pascal, modelleerde personen, machines en programma's als knopen die met elkaar verbonden waren in een netwerk van verwijzingen. Er waren "interne" verwijzingen (binnen hetzelfde bestand) en "externe" verwijzingen (tussen bestanden onderling - Enquire draaide op 1 machine zonder gebruik te maken van een computernetwerk). De broncode van Enquire is later verloren gegaan.
Na die consultancy-opdracht ging Berners-Lee terug naar het Verenigd Koninkrijk om er voor het bedrijf Image Computer Systems van zijn oud-collega John Poole te werken. Berners-Lee en Poole hadden vroeger samen met Rogers een printer gebouwd; Poole wou die beginnen produceren en vroeg aan Kevin en Tim dat ze de software zouden schrijven. Het bedrijfje draaide goed, maar Berners-Lee wou wat anders en verkreeg een fellowship van CERN in september 1984. Op de nogal logge "draagbare" Compaq die Poole hem bij zijn afscheid cadeau deed, schreef hij het programma Tangle, een (volgens hemzelf mislukte) poging om door patroonherkenning in teksten een soort interactieve encyclopedie te verkrijgen. Bij CERN werkte hij voor de groep "data acquisition and control," die verantwoordelijk was voor de ontvangst en verwerking van experimentele resultaten. Hij schreef een algemeen remote procedure call programma om computerprogramma's in staat te stellen andere computerprogramma's op te roepen, zelfs als die andere programma's met verschillende besturingssystemen of programmeertalen werkten. Hij probeerde ook opnieuw een beperkte versie van Enquire te schrijven op de Compaq en op de VAX die hij bij CERN gebruikte.
Enquire was een voorbeeld van het gebruik van hypertekst: tekst met daarin hyperlinks. Het is daarmee tussen de gebruikers mogelijk informatie te delen en bij te werken. Hij werkte dit concept later verder tot het wereldwijd web uit, het combineren van hypertekst met het internet, een gedecentraliseerd netwerk dat in de jaren zestig door het Amerikaanse leger was ontwikkeld. Berners-Lee schreef ook de eerste webbrowser en startte de eerste webserver op een NeXTcube. Hij opende op 6 augustus 1991 de allereerste website: 
http://info.cern.ch/hypertext/WWW/TheProject.html
Vanaf 1993 groeide het idee van een toezichtsorgaan dat (vrijblijvende) standaarden zou publiceren om het Web open te houden. Een eerste algemene conferentie vond plaats van 25 tot 27 mei 1994 in de lokalen van het CERN. Verschillende betrokken partijen, waaronder MIT en DEC, waren gewonnen voor het idee van een samenwerkingsverband dat zowel een Amerikaanse als een Europese poot zou hebben. Uiteindelijk werd het W3C opgericht bij overeenkomst tussen MIT en CERN. Het was Europees Commissaris Martin Bangemann die de oprichting publiek aankondigde in Boston. Berners-Lee verhuisde met zijn gezin naar Cambridge om vanaf 1 september als voltijds medewerker van MIT het W3C te gaan leiden.
In 1999 publiceerde hij Weaving the Web, een boek over het ontstaan van het world wide web. Het werd in het Nederlands vertaald als De wereld van het World Wide Web.
Berners-Lee streefde naar een semantisch web, waarmee het met computers gemakkelijker werd gegevens automatisch te verwerken. Hij beschreef het semantische web als een component van Web 3.0, de volgende fase van het wereldwijde web.
Berners-Lee werd in 2009 door de Britse overheid aangesteld om toezicht over een nieuw project te houden: een website met daarin publiek beschikbare Britse gegevens. Die website data.gov.uk is op 21 januari 2010 beschikbaar gesteld en bevat onder meer gegevens over verkeer, criminaliteit, de gezondheidszorg, huizenprijzen, werkgelegenheid en belastingen. In totaal staan er meer dan 3.000 datasets op de site. De gegevens mogen door iedereen worden gebruikt voor zowel commerciële als niet-commerciële toepassingen. Op de site staan enkele applicaties die van de gegevens gebruikmaken. Gebruikers kunnen bijvoorbeeld een iPhone-app downloaden om de dichtstbijzijnde apotheek te bezoeken. Er is ook een programma gemaakt voor mensen die op zoek zijn naar een baan bij de overheid. Zodra er ergens een vacature verschijnt, krijgen ze bericht per e-mail. Wie niet zelf kan programmeren, kan ideeën voor programma's op de site achterlaten.
Hij verscheen tijdens de opening van de Olympische Spelen van 2012 in Londen en werd daar als bedenker van het wereldwijde web geëerd.
Berners-Lee heeft in 2012 het Open Data Institute opgericht. Deze stichting stimuleert het gebruik van open data. Hij stelde in een interview dat het internet een fundamenteel mensenrecht is en het tegen politiek en commercieel misbruik moet worden beschermd. Hij kondigde in 2018 de oprichting van het bedrijf Inrupt aan. Hij is als technisch directeur verantwoordelijk voor het helpen ontwikkelen van de technologie voor social linked data, wat volgens hem de volgende stap is van het internet. Er moet daarvoor meer structuur in de verzonden gegevens worden aangebracht, waarbij wordt voortgebouwd op bestaande web-standaard via linked data.

## Prijzen en onderscheidingen
Berners-Lee heeft voor zijn werk verschillende prijzen gewonnen:
- 2002 – de Japanprijs
- 2004 – de Millennium Technology Prize
- 16 juli 2004 – koninklijke onderscheiding. Berners-Lee is tot ridder geslagen door de Britse koningin Elizabeth II. Hij kreeg hierbij de titel van Ridder Commandeur, de op een na hoogste rang in de Orde van het Britse Rijk.
- 20 oktober 2009 – eredoctoraat toegekend door de Vrije Universiteit Amsterdam, voor zijn 'essentiële bijdrage aan de ontwikkeling, introductie en groei van het wereldwijde web, dat diepgaande invloed heeft op het sociale, economische, culturele en publieke leven'
- 2009 – hij en Robert Cailliau kregen ook in 2009 een eredoctoraat van de Universiteit van Luik.
- 2012 – door de Internet Society geëerd voor zijn bijdrage aan het internet door in de Internet Hall of Fame te worden opgenomen
- 2016 – Turing Award voor 'het creëren van het wereldwijd web, de eerste webbrowser en fundamentele protocollen en algoritmes die het web kunnen laten groeien.'[13]